# Знакомство со спартанцами
«Знакомство со спартанцами» (англ. Meet the Spartans; США, 2008) — пародийный художественный фильм, основой которого является «300 спартанцев». Авторы фильма высмеивают телевизионные передачи, культурные события и звёзд шоу-бизнеса.

## Сюжет

### Пролог
Это история о Леониде, которого воспитывали в Спарте с самых малых лет: его бросали на растерзания сначала своей бабушке, потом злодею Ле Шиффру, а под конец он попадает на южный полюс, где ему приходится драться с агрессивным пингвином.
Он возвратился героем с трофеем — шкурой пингвина и стал царём. Мимо проходит смазливая девушка Марго и просит Леонида расписаться на своей груди. Затем он делает ей предложение.

### Главная часть фильма
Узнав от персидского посла, что «царь-бог» Ксеркс решил захватить Спарту, Леонид кинул в Яму Смерти посла, певца, Бритни Спирс, ведущего, членов жюри шоу «American Idol» и т. д.
После он идёт к местным уродам и девушке-оракулу, которые ему говорят ни в коем случае не идти на персов. Но царь не послушался. Его друг по его приказу провел мобилизацию в армию, но вместо 300 требуемых воинов нашел лишь 13, удовлетворяющих строгим требованиям Леонида (качок, загорелый, сексуальный, с яйцами). Выясняется, что капитан не равнодушен к весёлому толстячку Дилио, которому специально для похода дорисовали мускулы. В отряд также вошли трёхглазый Джейми и Сынио, любимый сын Капитана, топ-модель. Леонид запел песню, а его отряд припрыжку попарно двинулся воевать против Ксеркса, дав слово, что царь-бог падёт.
Они принимают перевал за местное укрытие, и в этот же перевал приходит Пэрис Хилтон, нажившая отвратительный горб. Она попросила Капитана и Леонида разрешения вступить в их ряды, но Леонид отказывается, отчего Пэрис решает погубить спартанцев. В это время к ним приходит отряд персов. Эмиссар, глава отряда, предлагает капитуляцию, однако спартанцы не захотели сдаться и приняли участие в битве на лучший брейк-данс! Спартанцы побеждают и после победы сталкивают всех персов в пропасть. После этого пришёл сам Ксеркс, узнавший все новости заранее от спартанского советника Предателюса (имя говорит само за себя). Ксеркс предложил сделку Леониду о признании царя-бога, и Леонид долго мечется между деньгами и Спартой. В конце концов он выбирает свободу для своего народа. Тогда Ксеркс наслал на них самых гламурных подонков из его армии, чтоб соревноваться в том, кто лучше оскорбит чужую маму.
Леонид снова побеждает, и все расходятся по своим укрытиям для новой битвы. В это время Пэрис Хилтон сдаёт спартанское укрытие Ксерксу, после чего пытается избавиться от горба.
В это время королева Марго жила в своё удовольствие, пока не узнала о том, что Леониду нужно подкрепление. «Готовая на всё», она согласна на предложение Предателюса заняться сексом.
После этого она созывает совет и просит вызвать подкрепление, но Предателюс пытается помешать, выдавая всем, что Марго — шлюха, Марго же злится и превращается в Веном из фильма «Человек-паук 3». Предателюс, оказавшийся Песочным человеком из того же фильма, погибает в схватке, и все принимают решение Марго после того как у умирающего Предателюса в телефоне обнаруживают номер Ксеркса в колонке Друзья.
Перед новой битвой Леонид узнаёт, что у Дилио пропали глаза, очень заволновался и отправил Дилио к королеве, чтоб отдать пингвиний клюв в знак того, что если он умрёт, пусть обороняются дальше. Армия Леонида долго дралась в жестокой схватке, в которой Сынио становится героем. Когда приезжает Призрачный гонщик, он тушит его череп огнетушителем. Но потом приходит Рокки Бальбоа и отбивает ему голову. Капитан отомстил Рокки за своего сына, накачав его голову ботоксом. Но сам погибает от копья Ксеркса. Теперь за Капитана мстит Леонид: он убивает всех персов, как в игре «GTA San Andreas» (в её стиле), а потом идёт к Ксерксу. Царь-бог пугается и пытается убежать. По пути он забирает энергетический куб Трансформера и становится десептиконом Ксерксотроном, но убить Леонида ему не удаётся, и он падает прямо на армию Леонида. Все погибли в этой схватке. Подкрепление опоздало.
Закадровый голос: «Леонид сдержал слово. Царь-бог пал… Но, к несчастью, прямо на них!». Дилио приходит к королеве Марго и отдаёт пингвиний клюв.

### Эпилог
Через год Дилио становится капитаном и снова воюет против персов, но у обеих армий появляется хромокей, который искусственно увеличивает армии. Но, не имея глаз, он повёл 100 000 спартанцев в реабилитационный центр, где он сталкивается с Линдси Лохан, которая от столкновения отлетает с криком и заблюренным показом промежности актрисы. Завершается фильм всеобщим танцем под песню I will survive, окончательно ломая четвёртую стену и воскрешая ранее убитых персонажей.

## В ролях
- Шон Магуайр — Царь Леонид
- Кармен Электра — Королева Марго
- Кен Давитян — Ксеркс
- Кевин Сорбо — Капитан, любимчик Леонида
- Дидрих Бадер — Предателюс
- Method Man — Эмиссар персов
- Джареб Доплес — Дилион
- Тревис Ван Винкл — Сынион, сын Капитана
- Фил Морис — Посланник
- Джим Пиддок — Верноподданный, Саймон Коуэлл
- Николь Паркер — Пола Абдул, Бритни Спирс, Эллен Дедженерес, Пэрис Хилтон
- Эмили Уилсон — Линдси Лохан
- Мартин Клебба — Пингвин
- Тим Коннолли — Спартанский солдат #1
- Крис Гэнн — Спартанский солдат #2
- Робин Аткин Даунс — Рассказчик[1]
- Чез Смит — Персидский солдат
- Тео Кипри — Призрачный гонщик
- Майкл Арнона — Спартанский гладиатор
- Джим Ниб — Буш

## Пародии
- Рэмбо — в конце фильма после титров показывают Рэмбо, танцующего в колготках
- Шаг вперед — спартанцы и персы пытаются перетанцевать друг друга
- Шрек Третий — ребёнок Шрека, блюющий на старика
- American Idol — жюри American Idol описывает удар Леонида, после чего он их сбрасывает в яму смерти. В конце фильма тоже показывают жюри и сцену American Idol
- Рокки Бальбоа — армия Ксеркса достаёт секретное оружие, Рокки Бальбоа, который убивает Сынио, после чего Рокки убивают, воткнув в него укол с ботоксом
- Трансформеры — Ксеркс находит энергетический куб и превращается в трансформера
- 300 спартанцев — основная пародия
- Казино «Рояль» — Леонид терпит пытку
- Призрачный гонщик — во время битвы появляется Призрачный гонщик
- Мистер и миссис Смит — старик отдает ребенка Брэду Питту и Анджелине Джоли
- Делай ноги и Лови волну!  — встреча с пингвином
- Топ-модель по-американски — жюри Топ-модель оценивают Сынио
- Человек-паук 3: Враг в отражении — королева Марго превращается в чёрного Человека-паука, а Предателюс оказывается Песочным человеком
- Grand Theft Auto San Andreas и Grand Theft Auto III — Леонид на время перемещается в игру Grand Theft Auto San Andreas с элементами геймплея из Grand Theft Auto III.

## Дубляж
- Сергей Дьячков — Леонид
- Елена Шульман — Королева Марго
- Юрий Герцман — Ксеркс
- Валерий Соловьёв — Капитан
- Олег Алмазов — Предателюс
- Борис Хасанов — Эмиссар персов
- Андрей Лёвин — Сынио
- Ксения Бржезовская — Пола Абдул, Бритни Спирс, Эллен Дедженерес, Пэрис Хилтон
- Виктор Костецкий — Джордж Буш
- Юрий Лазарев — рассказчик

## Сборы
В первые выходные собрал 18 505 530 $ (первое место[уточнить]). В прокате с 25 января по 1 мая 2008, наибольшее число показов в 2643 кинотеатрах единовременно. За время проката собрал в мире 84 646 831 $ (66 место по итогам года) из них 38 233 676 $ в США (74 место по итогам года) и 46 413 155 $ в других странах. В странах СНГ фильм шёл с 21 февраля по 18 мая 2008 и собрал 2 558 304 $.